# Автошлях D2 (Хорватія)
Автошлях D2, Державна дорога (хорв. Državna cesta D2) — магістральна державна дорога в північних районах Хорватії, яка тягнеться від прикордонного переходу зі Словенією в Дубраві-Крижовлянській на заході через Вараждин, Копривницю, Вировитицю, Нашиці, Осієк, Вуковар та закінчується на прикордонному переході з Сербією через міст Ілок—Бачка Паланка. Дорога завдовжки 347,9 км.

## Опис маршруту

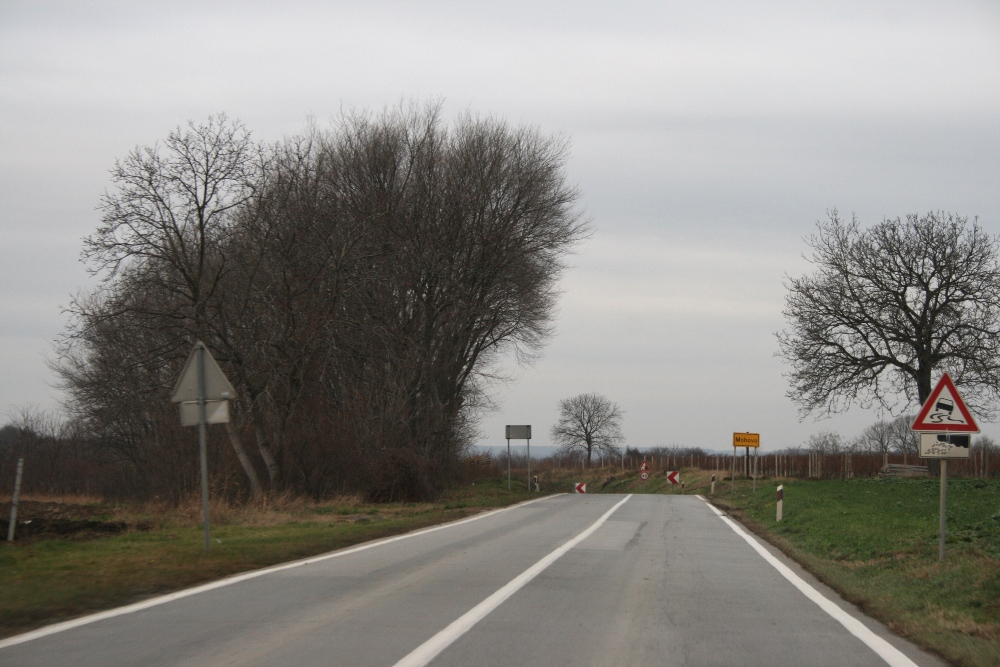
Мохово на трасі D2

Більша частина маршруту D2 проходить паралельно річці Драва, тому її часто називають шосе долини річки Драва (хорв. Podravska magistrala). Однак на схід від Осієка, де річка Драва впадає у Дунай, дорога D2 йде за цією річкою до її східного кінця біля Ілока. Дорога D2 сполучається або безпосередньо, або через короткі з'єднувачі з автострадами A4 і A5 на розв'язках Вараждин і Лудбрег (A4) та Осієк (A5). Дорога також паралельна автостраді A3 далі на південь. Оскільки вона не досягає столиці Загреб і не має спільного призначення з жодним із головних пан’європейських коридорів, вона несе більш помірний обсяг пасажирських і вантажних перевезень, але її все ще часто використовують як альтернативу платній автомагістралі. Було заплановано ще два приєднання державної дороги D2 до хорватської мережі автомагістралей: до автомагістралей A12 і A13 поблизу Копривниці та Вировитиці відповідно. Однак уряд Хорватії у червні 2012 року скасував будівництво цих двох автострад.